# Jerzy Golnik

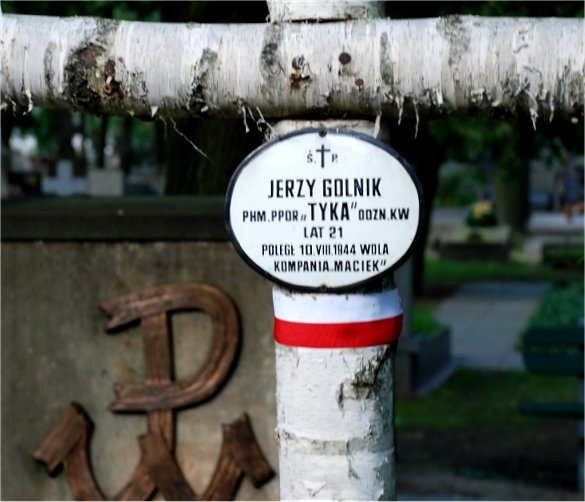
Grób Jerzego Golnika na Cmentarzu Wojskowym na Powązkach

Jerzy Wiktor Golnik ps. Tyka (ur. 17 października 1923 w Wieluniu, zm. 10 sierpnia 1944 w Warszawie) – podharcmistrz, podporucznik, uczestnik powstania warszawskiego jako dowódca I plutonu „Włodek” w 1. kompanii „Maciek” batalionu „Zośka” Armii Krajowej. Syn Tadeusza.
Absolwent I Państwowego Gimnazjum i Liceum im. Stefana Batorego w Warszawie (1942) i harcerz 23. Warszawskiej Drużyny Harcerskiej „Pomarańczarni”. Student tajnej politechniki. Należał do Hufca Mokotów Górny, którym dowodził Tadeusz Zawadzki „Zośka”. Ukończył I turnus tajnej podchorążówki, na II turnus pojechał jako instruktor. Uczestnik  akcji rozbicia niemieckiego pociągu pod Szymanowem.
Poległ 10. dnia powstania warszawskiego w walkach na terenie boiska „Skry” na Woli. Miał 21 lat. Pochowany w kwaterach żołnierzy i sanitariuszek batalionu „Zośka” na Wojskowych Powązkach w Warszawie (kwatera 20A-2-17).
Został odznaczony Krzyżem Walecznych.